# Ladislav Langer
Ladislav Langer (12. září 1902 Slatina – 14. března 1942 KT Auschwitz) byl český zahradnický odborník a pedagog, od roku 1931 profesor státní vyšší ovocnářsko-vinařské a zahradnické školy na Mělníce.

## Rodina
Narodil se slatinskému řezníku a nájemci hospody Františku Langerovi (1869–1938) a Žofii, za svobodna Ondráčkové (1871–1965), jeho starší sestrou byla pozdější generální představená Kongregace Milosrdných sester sv. Karla Boromejského Žofie Bohumila Langrová.

## Život, dílo a smrt
Studia na Vysoké škole zemědělské v Brně dovršil v roce 1939 doktorskou prací Rozbor výrobních podmínek a nákladu v typické zelinářské oblasti Čech osm let poté, co začal pedagogickou kariéru na Vyšší škole ovocnářsko-vinařské a zahradnické v Mělníce jako odborný učitel.
Zabýval se šlechtěním a semenářstvím zelenin, květinářstvím a fytopatologií, organizoval zemědělsko-zelinářské družstevnictví v Čechách a osvětu mezi pěstiteli. Je autorem odborných hesel v Zahradnickém a ovocnicko-vinařském slovníku naučném (značka „Lgr“). Byl členem Tělocvičné jednoty Sokol Mělník.
Za druhé světové války, v roce 1941, byl zatčen gestapem, vězněn v Terezíně, odkud na podzim 1941 deportován do koncentračního tábora v Osvětimi, kde 14. března 1942 zemřel.
Jeho jméno je vzpomenuto na pomníku s nápisem „Zemřeli – abychom žili…“, padlým a umučeným členům Sokola za 1. a 2. světové války u Tyršova domu v Mělníce a na pamětní desce obětem 2. světové války a komunismu na mezipatře schodiště rektorátu Mendelovy univerzity v Brně, kde mu byl in memoriam udělen titul RTDr. V brněnské Slatině je po něm pojmenovaná ulice (Langrova).